# 黄家花园 (鼓浪屿)
黄家花园位于中国福建省厦门市鼓浪屿，是全国重点文物保护单位鼓浪屿近代建筑群的子项目之一。
黄家花园由南洋华侨黄奕住建于1923年，是花园式别墅，呈中轴对称布局，由北、中、南三座二层半西式别墅组成。主楼位居正中，以多面坡折红瓦顶，山花雕饰强调主楼地位，建筑体现了装饰艺术风格与南洋风格相结合的特征。